# Gemeenlandshuis (Maassluis)
Het Gemeenlandshuis of Gemeenlandshuis van Delfland is een rijksmonumentaal pand aan de Hoogstraat in de stad Maassluis, in de Nederlandse provincie Zuid-Holland. Het pand werd in 1626 gebouwd voor het Waterschap Delfland. In 2010 werd het door het Hoogheemraadschap overgedragen aan de Vereniging Hendrick de Keyser. De Vereniging begon snel met een restauratie omdat de balken in de kap verrot waren en andere balken waren door zettingen kapotgetrokken.
Naast vergaderruimte voor de dijkgraven deed het Gemeenlandshuis ook dienst als sluiswachterswoning voor de sluiswachter van de nabijgelegen uitwaterende sluizen.

## Geschiedenis
In 2010 kreeg de Vereniging Hendrick de Keyser het pand van het hoogheemraadschap. De vereniging begon hierop een grote restauratie die in 2014 werd afgerond. Bij de restauratie werd de oude indeling hersteld en op een aantal plaatsen is ook het oude kleurgebruik, zoals ossenbloedrood, olijfgroen en zandsteenkleur, teruggebracht. Dit kon gedaan worden nadat er eerst een kleurenonderzoek, met kleurentrappen, was gedaan. Na de restauratie heeft het pand nieuwe functies gekregen: de vergaderkamer is nu een trouwlocatie en de benedenverdieping wordt verhuurd als slaaplocatie voor twee personen.
Onder andere Adriaan Willeboortsz. van Spierinxhoeck werd aangetrokken voor de bouw van het Gemeenlandshuis. Van Spierinxhoeck leverde onder andere het bestek en de modellen voor het huis. Jan de Jonge leverde de houten spiltrap.

## Exterieur

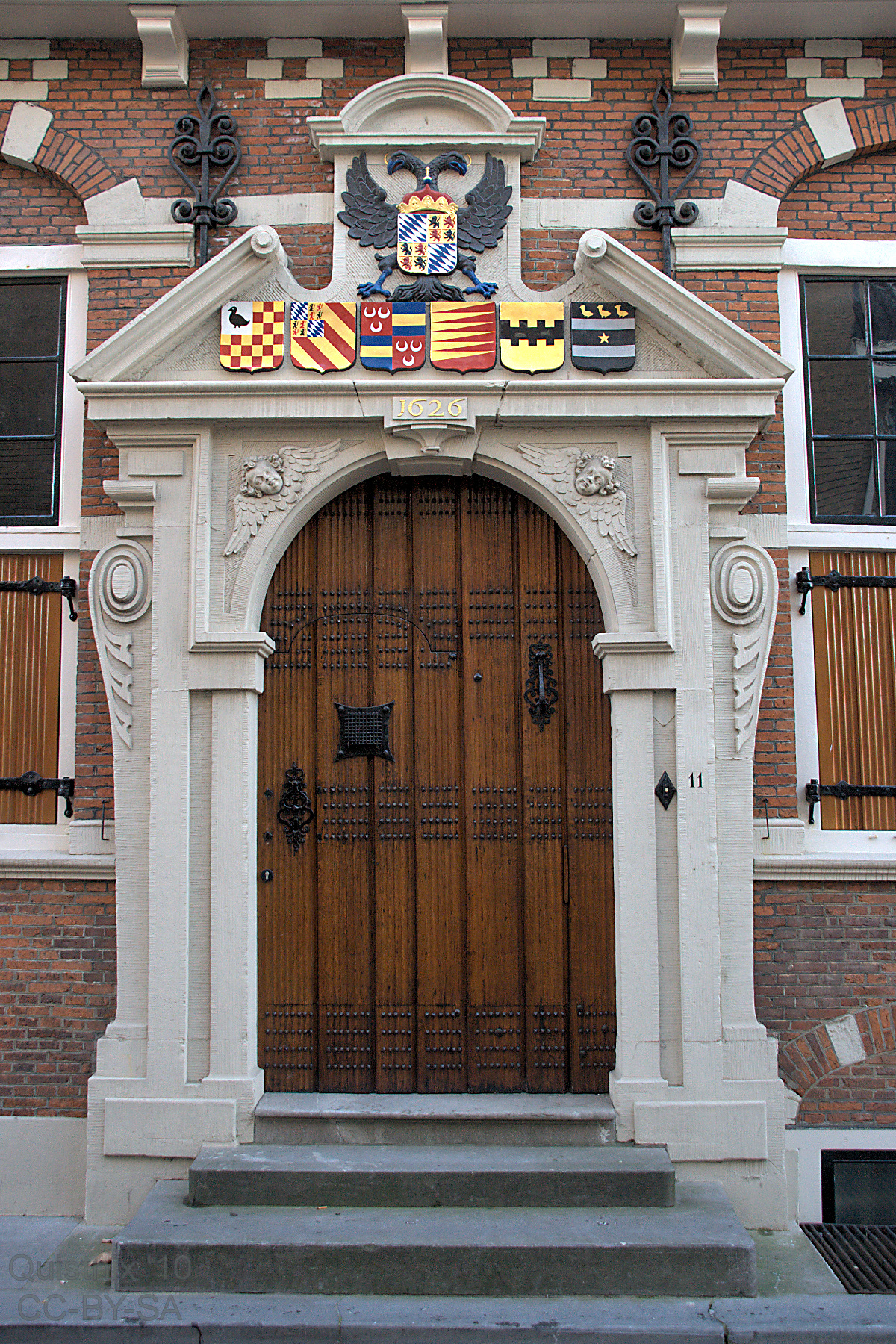
Toegangspoort met bovenin het wapen van het hoogheemraadschap.

Het Gemeenlandshuis is een rechthoekig pand met een hoog schilddak dat dwars op de breedterichting staat. Op het dak zijn meerdere kleine dakkapellen aangebracht en de schoorstenen zijn voorzien van smeedijzeren bekroningen. In het midden van de achtergevel staat een veelhoekige traptoren. Aan de voorkant staat een poort met een gebroken fronton waarin meerdere wapens zijn aangebracht, waaronder dat van het hoogheemraadschap Delfland. Het poortje is daarnaast gedecoreerd met zijvoluten en engelenkopjes. In de kroonlijst is met bladgoud het jaartal 1626.
De vensters zijn van natuursteen en hebben kruiskozijnen. De ontlastingsbogen zijn voorzien van sluitstenen en voor de vensters zijn luiken aangebracht.

## Interieur
De Hoogheemraadskamer (vergaderkamer voor het bestuur van het waterschap) is voorzien van een schouw gebeeldhouwde consoles. Ook de natuurstenen consoles die de balken in het plafond ondersteunen zijn gebeeldhouwd. Het goudleerbehang werd in 1735 vervangen door beschilderd doek (linnen) met daarop bloemmotieven. In de vensters van de hoogheemraadskamer zijn glas-in-loodramen aangebracht.
De originele eiken spiraaltrap is ook nog aanwezig. Deze trap is in de 17e eeuw geplaatst en heeft geen rechte spil, de pilaar waar omheen gelopen wordt, maar een die gebogen is en gebruikt kan worden als reling.

## Galerij

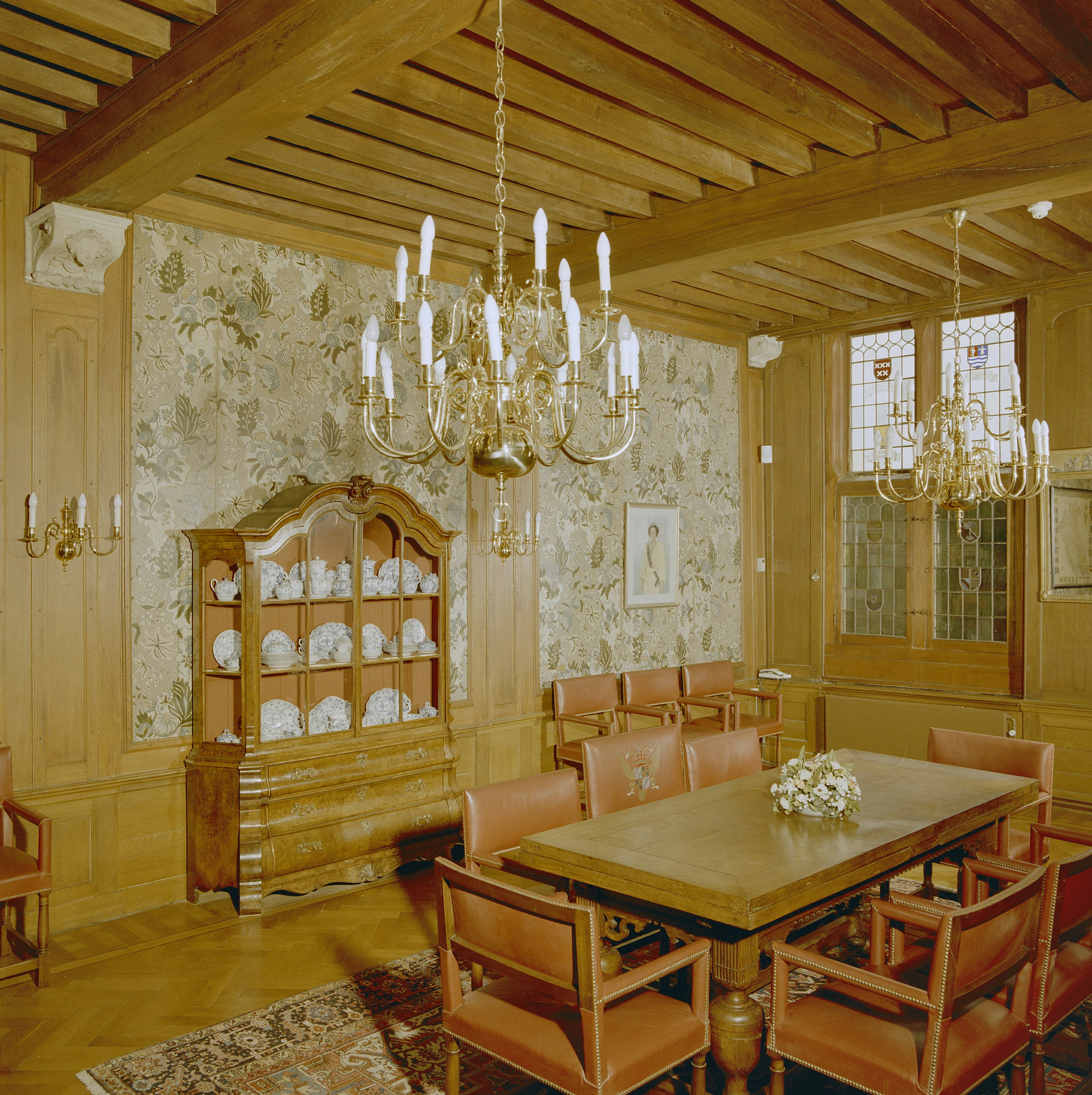
De vergaderkamer voor de heemraad .
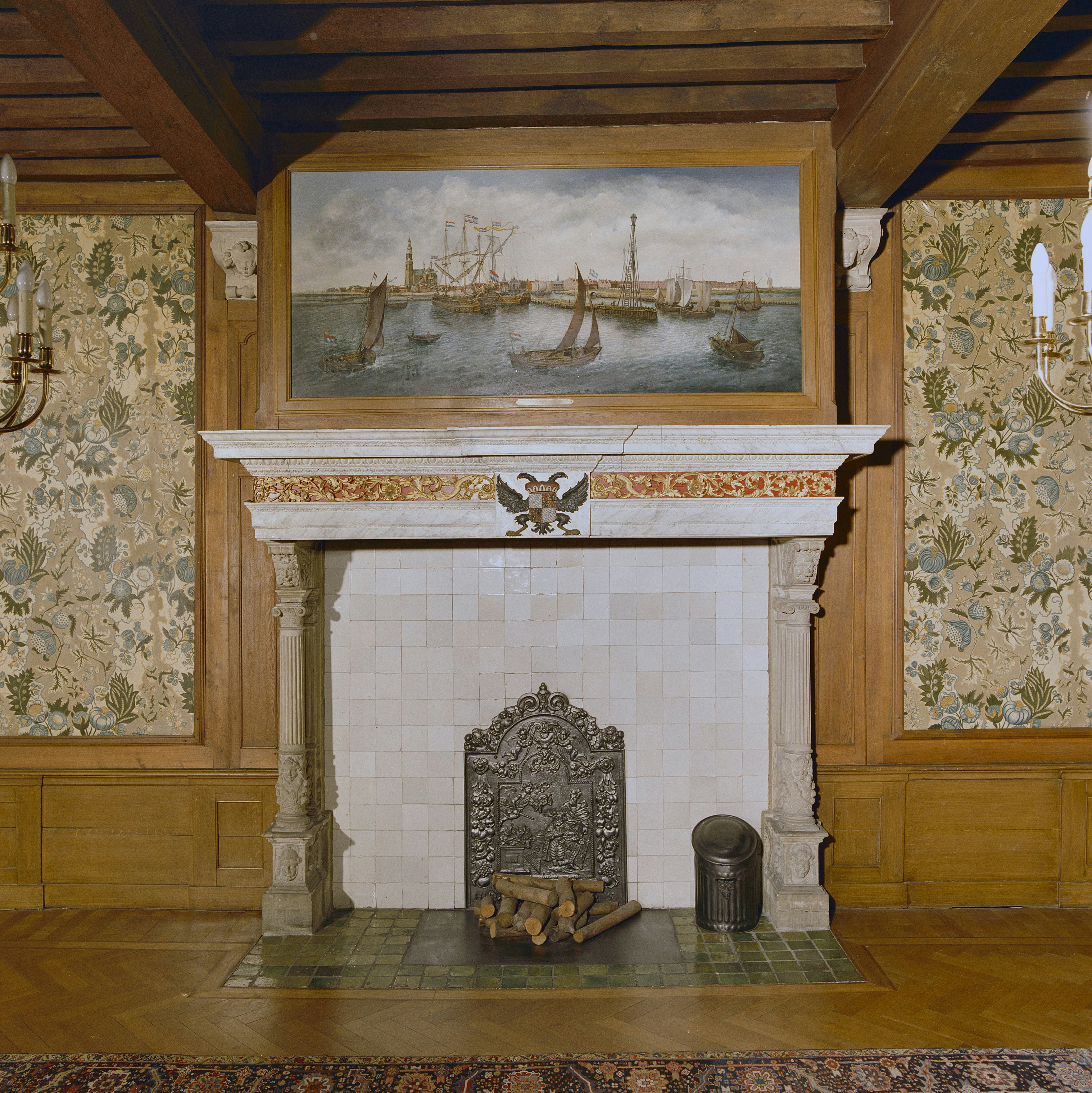
Open haard in de vergaderkamer, ook hier het wapen van het hoogheemraadschap en gebeeldhouwde consoles die de schouw ondersteunen.
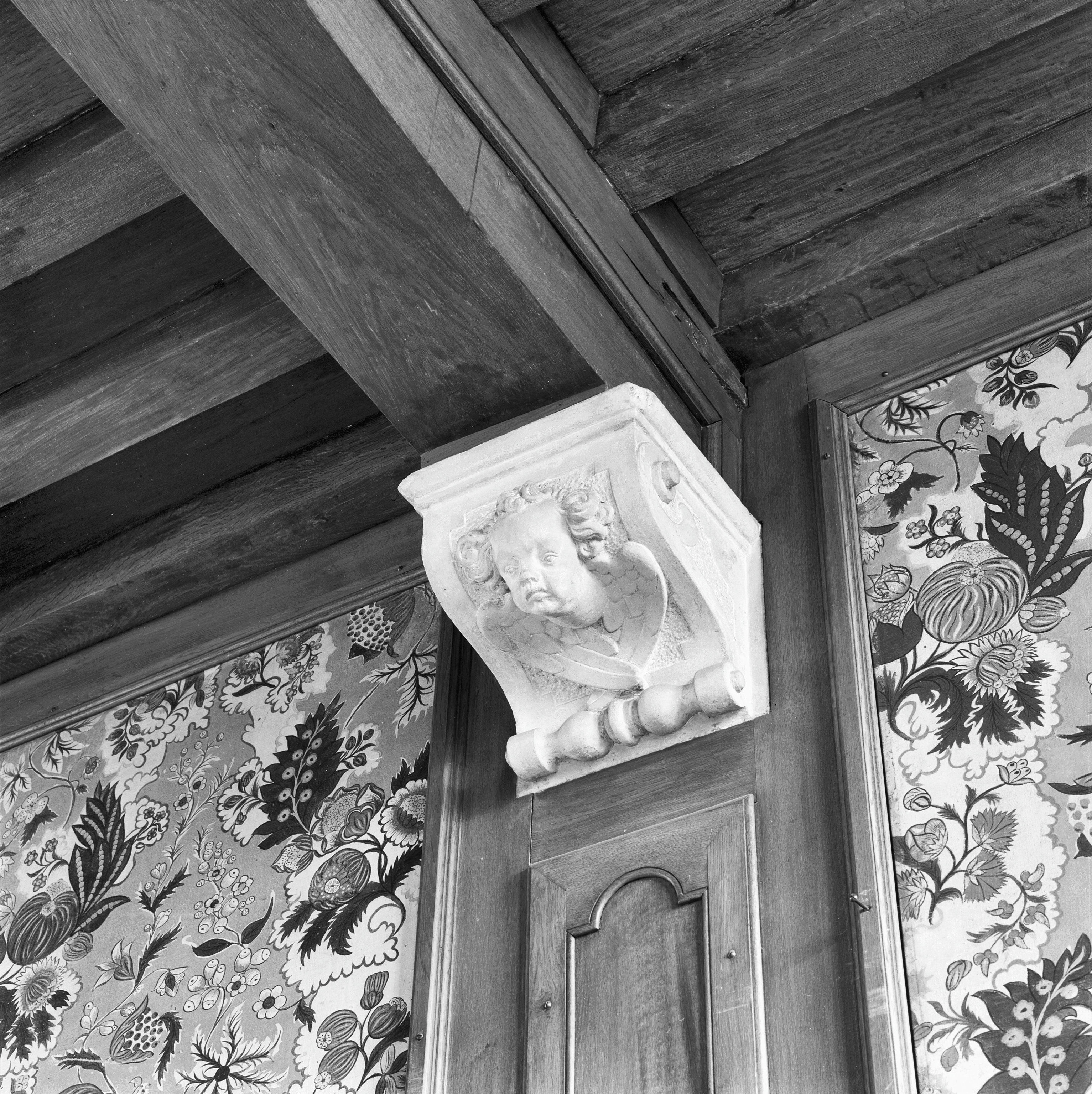
Detail in de vergaderkamer, dit is een van de gebeeldhouwde consoles van het balkenplafond.
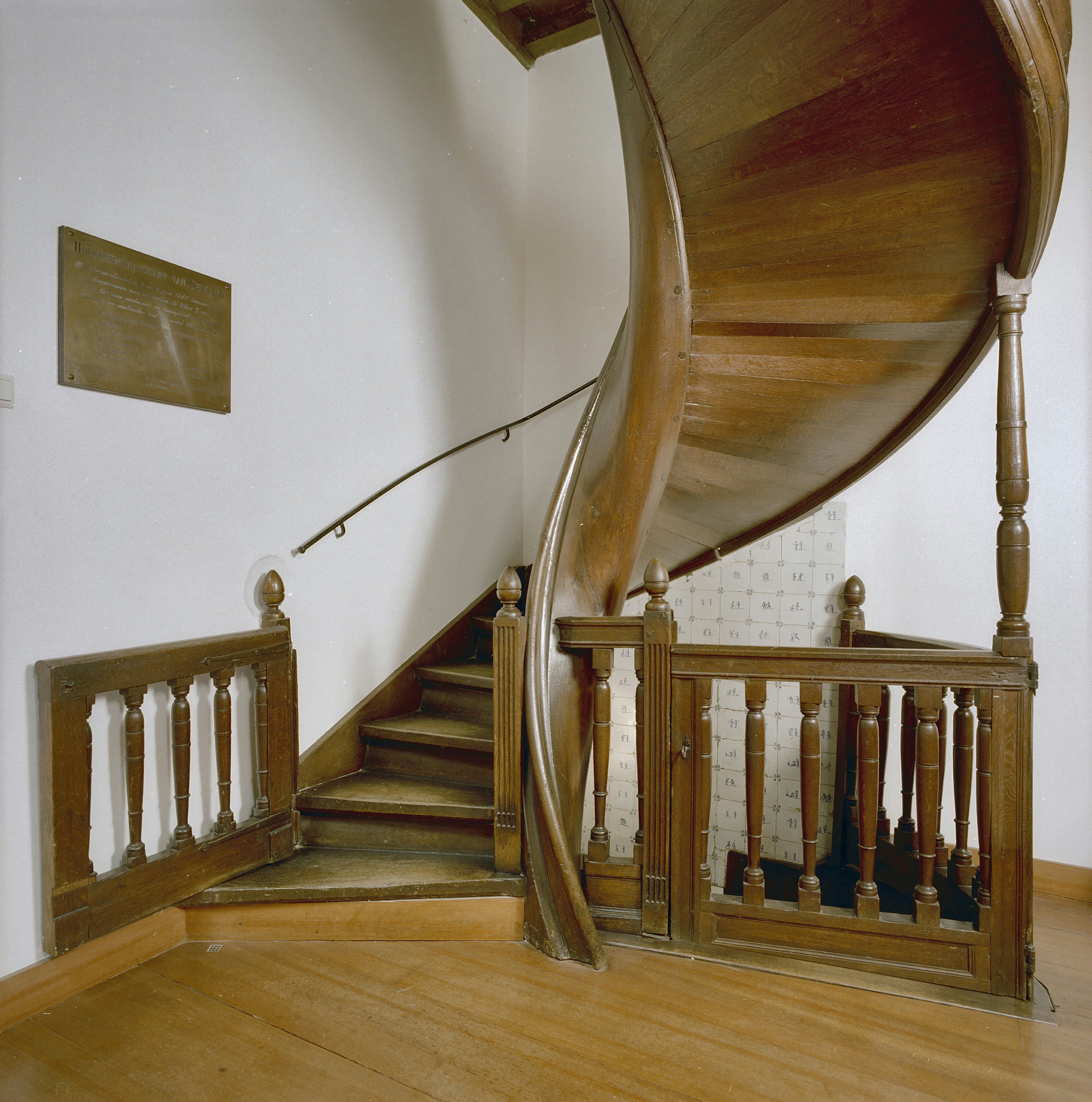
De 17e-eeuwse spiltrap